# Epeolus julliani
Epeolus julliani är en biart som beskrevs av Pérez 1884. Epeolus julliani ingår i släktet filtbin, och familjen långtungebin. Inga underarter finns listade i Catalogue of Life.